# Varkenskervel-torkruid
Varkenskervel-torkruid (Oenanthe peucedanifolia) is een giftige,overblijvende plant die behoort tot de schermbloemenfamilie (Umbelliferae oftewel Apiaceae). De soort komt van nature voor in Zuid- en Zuidwest-Europa en Noord-Afrika en is inheems in Wallonië. In Nederland komt de soort langs de Maas voor. Het aantal chromosomen is 2n = 22
De plant wordt 30-80 cm hoog en heeft holle stengels. De eivormige knollen zitten direct tegen de stengelvoet. De middelste bladeren zijn meestaldubbel geveerd. Alle bladeren hebben lineair-lancetvormige blaadjes.
Varkenskervel-torkruid bloeit vanaf juni tot in augustus met witte bloemen. De bloeiwijze is een samengesteld scherm met vijf tot tien dunne bloemschermstralen en vruchtstelen. Het omwindsel bestaat slechts uit één tot drie schutblaadjes of ontbreekt. Het omwindseltje is korter dan de bloemsteel. De vijf kroonbladen zijn zeer ongelijk en de randbloemen zijn stralend, doordat de aan de buitenzijde staande kroonbladen groter zijn dan de aan de binnenzijde staande kroonbladen. De buitenste kroonbladen van de randbloemen zijn 2-3 mm lang en tot op een derde gespleten.
De vrucht is een bolvormige, tweedelige splitvrucht. De langwerpig-ovale deelvrucht is 2,5-3,5 mm lang. De blijvende, aan de voet vergroeide stijlen zijn minder dan 1 (2) mm lang.

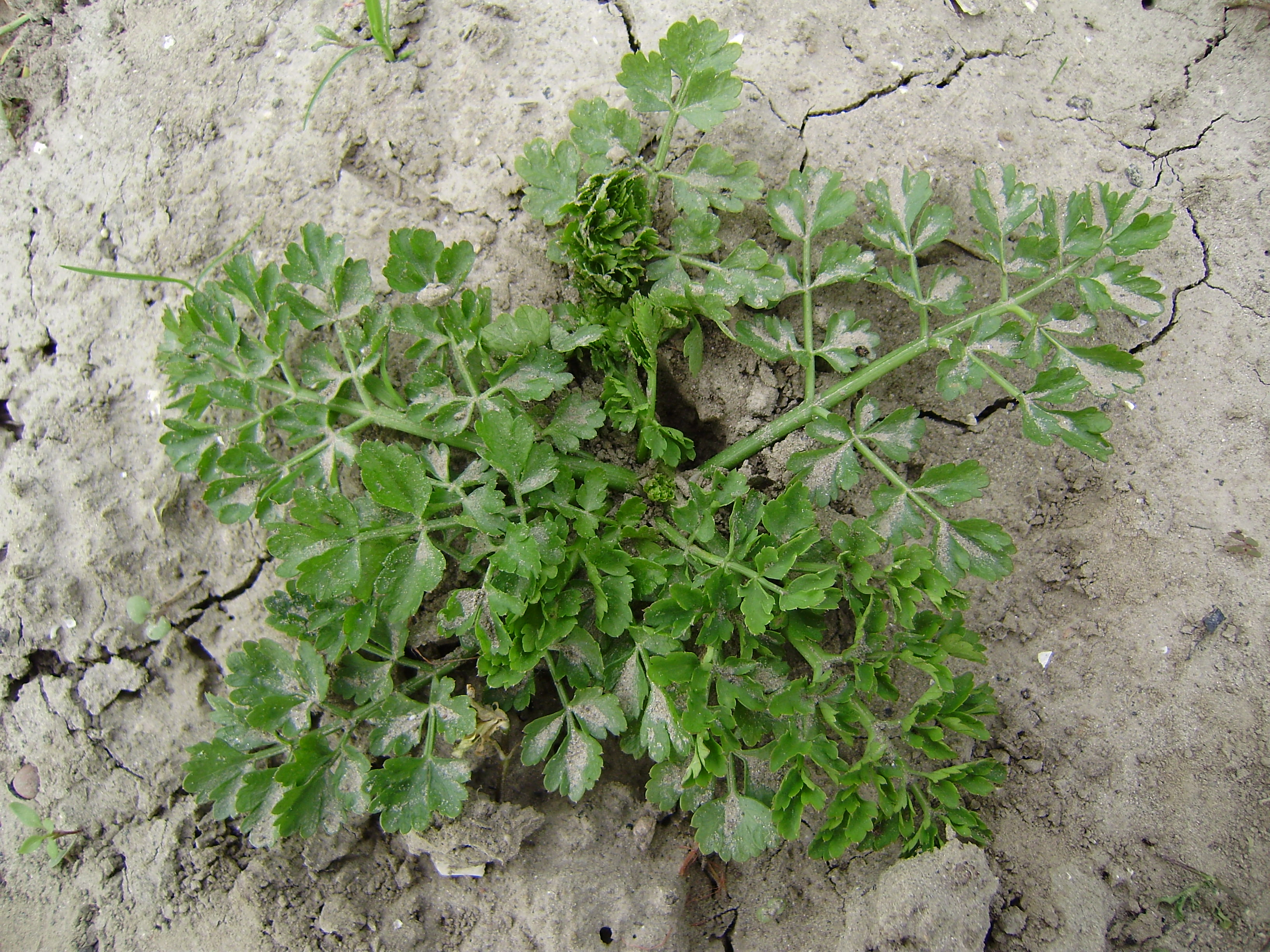
Plant
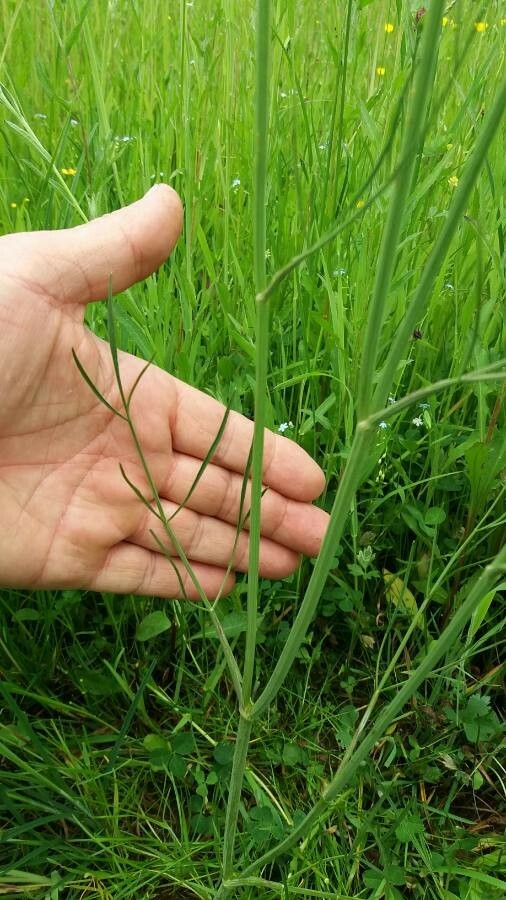
Stengelblad
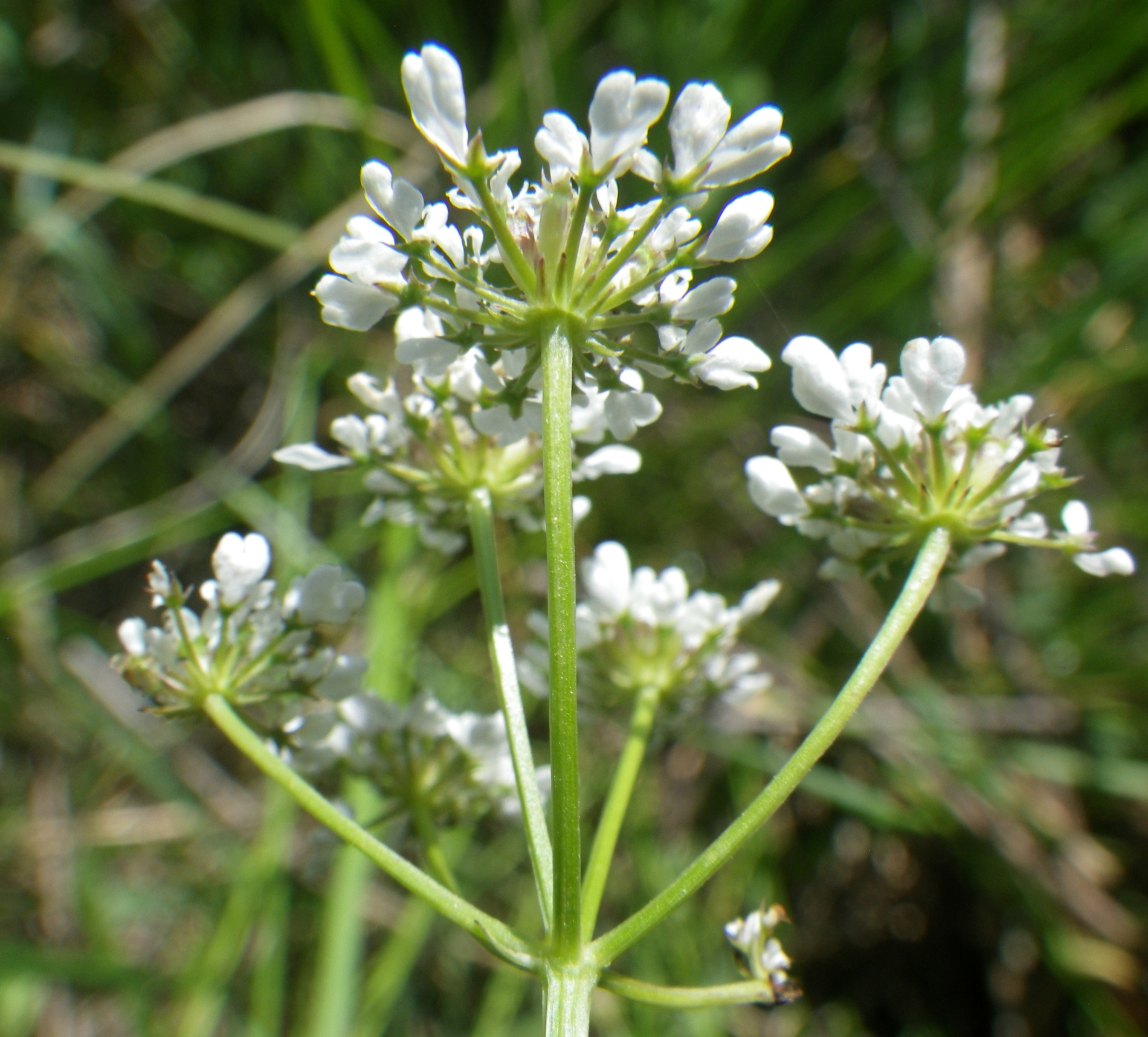
Omwindseltje
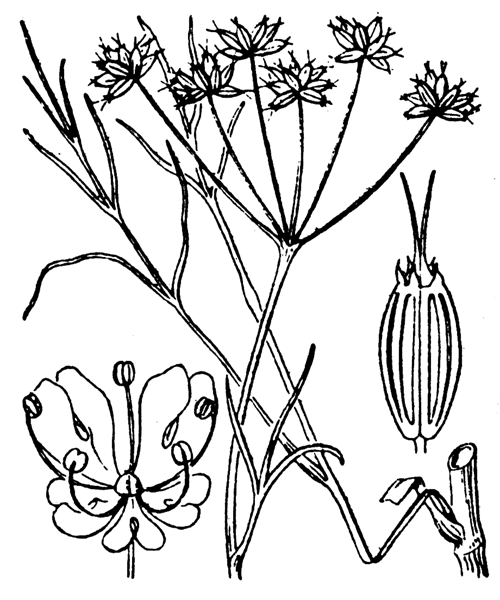
Illustratie

Varkenskervel-torkruid staat op zonnige, vochtige tot vrij natte, zwak zure, kalk- en stikstofarme, matig voedselrijke grond. Ze groeit in moerassige graslanden langs rivieren en meren en op waterkanten. Het Europese deel van het areaal reikt noordelijk tot in België. Varkenskervel-torkruid is bij Oud-Diemen aangetroffen en is mogelijk niet inheems. De soort is van de erop lijkende andere torkruiden te onderscheiden door het feit dat de middelste en bovenste bladeren lijn- tot lancetvormige slippen hebben terwijl de onderste bladeren niet lijnvormig zijn maar eivormig. Verder zitten hier de eivormige knollen direct tegen de stengelvoet aan. Weidekervel-torkruid lijkt hier heel sterk op, zeker in een wat ouder stadium wanneer de onderste bladeren van varkenskervel-torkruid met hun typische eivormige eindslippen reeds verdord zijn. Eerst genoemde soort heeft ei- tot spoelvormige knollen, die versmallen naar de stengelvoet en verder schermstralen die na de bloei verdikt zijn. Bij varkenskervel-torkruid zijn de schermstralen niet verdikt na de bloei.